# Diaphanoptera stenocalycina
Diaphanoptera stenocalycina là loài thực vật có hoa thuộc họ Cẩm chướng. Loài này được Rech.f. & Schiman-Czeika mô tả khoa học đầu tiên năm 1988.